# Geometra subobsoleta
Geometra subobsoleta là một loài bướm đêm trong họ Geometridae.